# Vitányi-rögök
A Vitányi-rögök Borsod-Abaúj-Zemplén vármegye egyik kistája. A szlovák határ mellett található, területén egyetlen kistelepülés, Pusztafalu helyezkedik el. A névadó Vitány település (ma Vilyvitány része) a kistáj területén kívül fekszik. Egy része a Zempléni Tájvédelmi Körzet része.

## Földtan
A kistájat földtani eredete választja el a szomszédos Hegyközi-dombságtól és a Központi-Zempléntől, törésvonalakkal jól elhatárolható ezektől. Mai helyzetét a variszkuszi hegységképződés folyamán nyerte el, alapja gneisz és csillámpala: ezek több, mint 900 millió éves korukkal az ország legidősebb metamorf képződményei közé tartoznak.

## Vizek
A kistáj vízfolyással nem rendelkezik, felszín alatti vízkészlete is szerény, egyetlen forrása a Cseresznyés-forrás.

## Gazdaság
A Filkeháza és Füzér közti országútból ágazik ki a pusztafalui bekötőút, mely gyengébb minőségben a szlovák határ felé is folytatódik. Trianon előtt fontos határátkelő volt Nagyszalánc és Kolbása, illetve az Izra-tó felé, 2006 óta kerékpárral ismét átjárható. Egykor bányászat is folyt itt (malomkövet és kaolint is kitermeltek. 2001-ben a munkanélküliség aránya a 40%-ot is meghaladta, 2007-re ez 18,2%-ra csökkent. Lakossága elöregedőben van, egyre fogyatkozik.

## Látványosságok
A területen két tanösvény (Kormos Bába tanösvény, Ősrög tanösvény) is végigjárható.